# Thomas A. Müller
Thomas Alban Müller (* 25. November 1964, heimatberechtigt in Altdorf UR) ist ein Schweizer Politiker (CVP) und Jurist.

## Leben
Thomas A. Müller wurde 1964 geboren. Sein Vater Stephan Müller war Mitglied des Solothurner Kantonsrates, ebenso bereits sein Grossvater Alban Müller, welcher zudem von 1943 bis 1959 den Kanton Solothurn im Nationalrat vertrat. 
Müller absolvierte das Grundstudium an der Universität St. Gallen und studierte im Anschluss von 1987 bis 1992 Rechtswissenschaften an der Universität Bern. 1999 promovierte er zum Dr. iur. im Steuerrecht. Von 1992 bis 1993 war er als Zentralpräsident des Schweizerischen Studentenvereins tätig. Seit 1996 arbeitet er als selbstständiger Rechtsanwalt und Notar in einer Kanzlei in Olten und Balsthal. Von 1999 bis 2006 war Thomas A. Müller nebenamtlicher Dozent für Rechtswissenschaften an der Fachhochschule Nordwestschweiz. Seit 2013 ist er zudem Präsident des Kantonalen Steuergerichts Solothurn. 
Von 2002 bis 2003 war Thomas A. Müller Mitglied des Gemeinderates der Stadt Olten, ab 2002 präsidierte er während vier Jahren auch die CVP Stadt Olten. 2005 wurde er in den Kantonsrat gewählt und gehörte diesem bis 2013 an. Von 2009 bis 2013 war Müller Präsident der CVP der Amtei Olten-Gösgen. Ende 2013 wurde Thomas A. Müller zum Gemeindepräsidenten seiner Wohngemeinde Lostorf gewählt, seit 2014 ist er zudem Vizepräsident der CVP Kanton Solothurn. Im November 2020 wurde er von der CVP Kanton Solothurn als Regierungsratskandidat für die kantonalen Erneuerungswahlen vom 7. März 2021 nominiert. Er wurde jedoch nicht gewählt.
Thomas A. Müller ist verheiratet und Vater dreier Söhne. 